# Silene makmeliana
Silene makmeliana är en nejlikväxtart som beskrevs av Pierre Edmond Boissier. Silene makmeliana ingår i släktet glimmar, och familjen nejlikväxter. Inga underarter finns listade i Catalogue of Life.